# 女房东 (短篇小说)
《女房东》（The Landlady）是罗尔德·达尔所著的短篇恐怖小说，最初发表於《纽约客》杂志，并收录於1960年初版的罗尔德·达尔短篇小说集《亲吻，亲吻》。

## 情节梗概
17岁的年轻男孩比利·威弗独自一人乘坐火车自伦敦来到巴斯出差，顺便休息几日。在萧瑟荒凉的前往“铃和龙”旅店的路上，一家房子气派、屋内闪烁着温馨的炉火、挂着“提供住宿和早餐”的民宿深深地吸引了他的目光。尽管他觉得铃和龙”旅店一定更为实惠，但一种无可言说的魔力吸引这比利按响了门铃。令人惊诧的是，中年女房东瞬间打开了门。交谈中，比利了解到住宿价格非常便宜，但他也发现女房东有着一丝古怪，有些健忘，但很善良。登记住宿信息时，比利发现登记簿上只有两个登记于至少两年前的住客，而且名字十分熟悉，好像在报纸上出现过。正当比利与女房东一边闲聊一边回忆时，女房东端来一杯茶请他解渴。聊天中，女房东表示另外两个住客和比利一样都十分英俊，并且他们现在还住在楼上。突然，比利发现之前透过窗子看到的鹦鹉和猎犬都是标本并且十分逼真。女房东表示这是她死去的宠物。比利品着茶，感到有些苦杏仁味的苦涩。比利好奇地问女房东：“这两三年只有这两个客人吗？”女房东微笑着回答：“不，亲爱的，只有你。”

## 构思趣闻
罗尔德·达尔编写的《灵异故事集》前言写到，他选择的其他作家所著的十四个故事都具有绝佳的体裁，他也一直想要创作一些这样的灵异故事，但一直没能如愿。最接近完成的一次便是《女房东》，但在通读草稿后，达尔却未能玉成其事，最后修改了结局，
得到了一个情节曲折而结局并不灵异的作品。

## 文章成就
《女房东》赢得了1960年爱伦·坡奖“最佳短篇小说奖”，这是罗尔德·达尔第二次获此殊荣。上一次获奖是在1954年，因《像你一样的人》获奖。

## 影视改编
1979年，《女房东》一文被ITV盎格利亚改编为电视连续剧《意想不到的故事》中的一集，西奥本·麦肯纳在剧中扮演迷人而古怪的女房东。剧中的女房东杀害了男房客，并将他制成了标本收藏品。